# Hans Brodin
Hans Brodin, född 17 oktober 1862 i Västra Vemmenhögs socken, Malmöhus län, död 5 maj 1925 i Malmö Caroli församling, var en svensk jurist.
Brodin blev student vid Lunds universitet 1883, avlade hovrättsexamen där 1888 och blev vice häradshövding 1891. Han var stadsnotarie i Malmö 1892–1897 och 1905–1908, polisnotarie 1897–1905, magistratssekreterare och notarius publicus 1908, rådman 1909 samt var borgmästare 1918–1925. 
Brodin var sekreterare hos Malmö stads hälsovårdsnämnd 1897–1917 och hos fosterbarnsnämnden 1903–1917 och ombudsman i Skånska handelsbanken från 1899–1911. Han var ledamot av direktionen för Malmö asyl från 1912 och ordförande i fattigvårdsstyrelsen från 1913. Han författade Rättsskipningen i Malmö (i "Malmö. En skildring i ord och bild av stadens utveckling och nuvarande tillstånd", band I, red. Gustaf Hårleman, utgiven med anledning av Baltiska utställningen 1914) och Malmö stads donationsjordar (i stadsfullmäktiges tryck).
Hans Brodin är begravd på Östra kyrkogården i Malmö.